# Улица Берзпилс (Рига)
Улица Бе́рзпилс (латыш. Bērzpils iela) — улица в Видземском предместье города Риги, в микрорайоне Тейка. Начинается от перекрёстка с улицами Ледманес и Старта, у железнодорожной станции Чиекуркалнс; проходит вдоль железнодорожной линии Рига — Лугажи (перегон Чиекуркалнс — Югла) и заканчивается у перекрёстка с улицей Лизума, переходя в улицу Аудума.
Общая длина улицы составляет 2717 метров. Бо́льшая часть улицы проходит вдоль полосы отчуждения железной дороги и не имеет асфальтового покрытия. Общественный транспорт по улице не курсирует.
Участок улицы от её начала до перекрёстка с улицей Джутас служит границей между Тейкой и Чиекуркалнсом.

## История
Улица Берзпилс впервые упоминается в 1902 году как Псковский переулок (латыш. Pliskavas iela или Pleskavas iela). Современное название носит с 1936 года.
Улица названа в честь старинного села Берзпилс, центра Берзпилсской волости в Балвском крае.

## Прилегающие улицы
Улица Берзпилс пересекается со следующими улицами:
- Улица Ледманес
- Улица Старта
- Улица Палму
- Улица Джутас
- Улица Крустабазницас
- Улица Райскума
- Улица Лизума